# Lijst van voetbalinterlands Tsjecho-Slowakije - Verenigde Staten
.Deze lijst van voetbalinterlands is een overzicht van alle officiële voetbalwedstrijden tussen de nationale teams van Tsjecho-Slowakije en de Verenigde Staten. De landen speelden een keer tegen elkaar: een groepswedstrijd tijdens het Wereldkampioenschap voetbal 1990, op 10 juni 1990 in Florence (Italië).

## Wedstrijden
| № | Plaats   | Datum        | Competitie | Wedstrijd                            | Uitslag |
| - | -------- | ------------ | ---------- | ------------------------------------ | ------- |
| 1 | Florence | 10 juni 1990 | WK 1990    | Tsjecho-Slowakije – Verenigde Staten | 5 – 1   |

## Samenvatting
| Competitie   | Totaal gespeeld | Winst Tsjecho-Slowakije | Gelijk | Winst Verenigde Staten | Doelsaldo Tsjecho-Slowakije – Verenigde Staten |
| ------------ | --------------- | ----------------------- | ------ | ---------------------- | ---------------------------------------------- |
| WK-eindronde | 1               | 1                       | 0      | 0                      | 5 − 1                                          |
| Totaal       | 1               | 1                       | 0      | 0                      | 5 − 1                                          |

## Details

### Eerste ontmoeting
| WK 1990 (Florence, Italië, 10 juni 1990): |              | |
| Tsjecho-Slowakije | 5 – 1        | Verenigde Staten |
| Tomáš Skuhravý 25' Michal Bílek 39' (pen.) Ivan Hašek 50' Tomáš Skuhravý 78' Milan Luhový 90'                                                                     | goals        | 61' Paul Caligiuri |
| Jozef Vengloš | bondscoach   | Bob Gansler |
| Jan Stejskal František Straka Miroslav Kadlec Ján Kocian Ivan Hašek Luboš Kubík Michal Bílek Jozef Chovanec Ľubomír Moravčík 83' Tomáš Skuhravý Ivo Knoflíček 77' | opstellingen | Tony Meola Steve Trittschuh Mike Windischmann Tab Ramos Paul Caligiuri 64' John Stollmeyer Desmond Armstrong John Harkes 78' Bruce Murray Peter Vermes Eric Wynalda |
| Milan Luhový 77' Vladimír Weiss 83' | wissels      | 64' Marcelo Balboa 78' Chris Sullivan |
| Luboš Kubík 30' Miroslav Kadlec 61' | gele kaarten | 39' Tony Meola 43' Steve Trittschuh |
| | rode kaarten | 52' Eric Wynalda |